# Muzeum Narodowe w Poznaniu (gmach główny)
Muzeum Narodowe w Poznaniu (gmach główny) – główny oddział Muzeum Narodowego w Poznaniu. Mieści się w Poznaniu przy Al. Marcinkowskiego 9 na Starym Mieście przy granicy z centrum Poznania. Do 2014 roku występował pod nazwą Galeria Malarstwa i Rzeźby Muzeum Narodowego w Poznaniu. Mieści jedną z największych kolekcji malarstwa w Polsce.
Jako część Muzeum Narodowego w Poznaniu jest wpisany do Państwowego Rejestru Muzeów, prowadzonego przez ministra właściwego do spraw kultury i ochrony dziedzictwa narodowego, zgodnie z art. 13 ustawy z dnia 21 listopada 1996 r. o muzeach.

## Siedziba

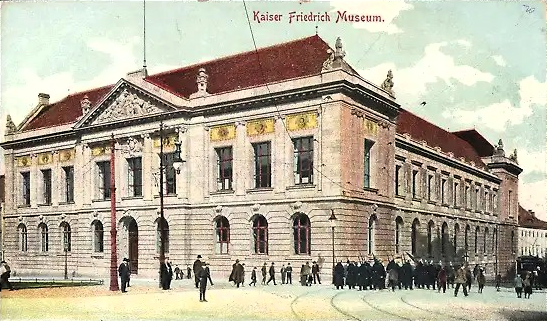
dawne Muzeum Cesarza Fryderyka

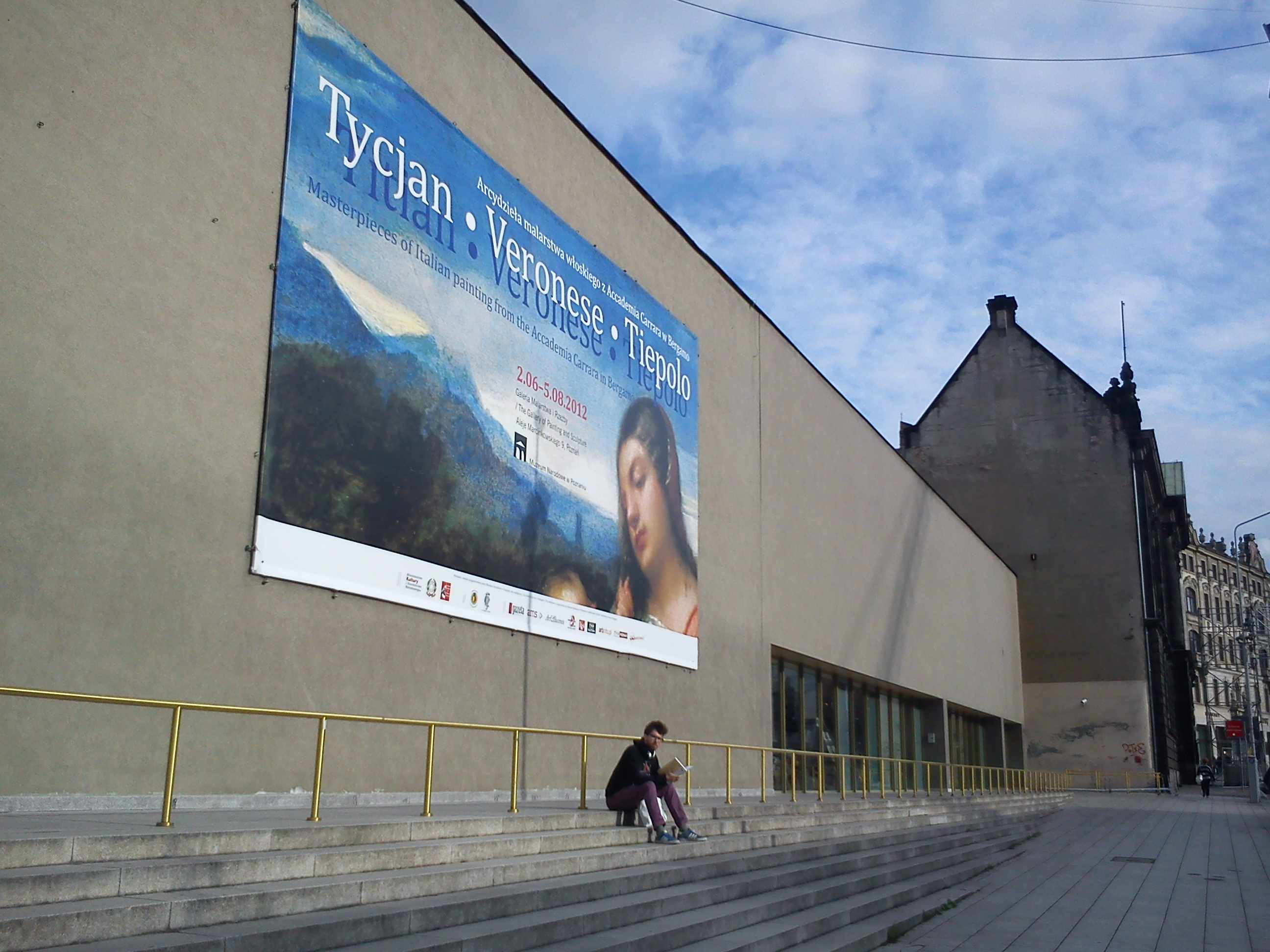
Nowe skrzydło muzeum

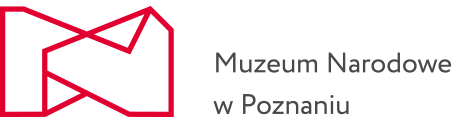
Logo MNP

Muzeum mieści się w dwóch połączonych budynkach:
- budynku historycznym, wybudowany w 1904, według projektu Carla Hinckeldeyna,
- nowym skrzydle zaprojektowanym na przełomie lat 60. i 70. XX wieku przez architekta Mariana Trzaskę z Warszawy i adaptowanym w latach 90. przez architekta wnętrz Witolda Gyurkovicha (udostępnione dla zwiedzających w 2001)[3].

## Kolekcja
Muzeum posiada bogate kolekcje dzieł polskich, europejskich (od średniowiecza do XX w.), a w dziale Starożytność znajdują się zbiory sztuki egipskiej, greckiej, rzymskiej oraz kultur Ameryki prekolumbijskiej. Do najważniejszych dzieł należy wyróżnić:
| Sztuka europejska: 1. Lorenzo Monaco, Pokłon Trzech Króli, ok. 1420, 2. Giovanni Bellini, Madonna z Dzieciątkiem i fundatorem, 1505, 3. Vincenzo Catena, Madonna z Dzieciątkiem i Świętymi, 1510-1511, 4. Hans von Kulmbach, Portret króla Zygmunta I Starego, 1511-1518, 5. Lucas Cranach Starszy, Portret Katarzyny Saskiej z synem Maurycym (?), kopia Franza Wolfganga Rohricha, 6. Joos van Cleve, Święta Rodzina, 1527, 7. Jacopo Tintoretto, Bitwa pod Asolą, ok. 1544, 8. Agnolo Bronzino Portret Cosima I Medyceusza w zbroi, ok. 1545, 9. Sofonisba Anguissola, Gra w szachy, 1555, 10. Francesco Bassano Kuźnia Wulkana, ok. 1584, 11. Anton Möller, Model świata i społeczeństwa gdańskiego, ok. 1604, 12. Frans Snyders, Polowanie na dzika, l. 20. XVII w., 13. Jan van Goyen, Port rybacki, 1625, 14. Jusepe de Ribera, Św. Jan Chrzciciel, l. 30. XVII w., 15. Paulus Bor, Ariadna, Bachus, 1630-35, 16. Bernardo Strozzi, Porwanie Europy, ok. 1630-44, 17. Francisco de Zurbarán, Madonna Różańcowa adorowana przez kartuzów, ok. 1638-39, 18. Daniel Seghers, Św. Rodzina w wieńcu kwiatów, ok. 1640, 19. Diego Velázquez, Niewidoma, l. 50. XVII w., 20. David Teniers (młodszy), Operacja, ok. 1655, 21. Salomon van Ruysdael, Połów ryb na Renie, 1659, 22. Aert Gelder, Toaleta damy, lata 60. XVII w., 23. Bernardo Bellotto Canaletto, Elekcja Stanisława II Augusta na Woli w 1764, 24. Johann Friedrich Overbeck, Zaślubiny Marii Panny, 1834-36, 25. Theodor Hildebrandt, Zabójstwo synów Edwarda IV, 1835, 26. Paul Delaroche, Pielgrzymi w Rzymie, 1842, 27. Hans Makart, Faun grający na syrindze, ok. 1870, 28. Claude Monet, Plaża w Pourville, 1882. | Sztuka polska: 1. Marcello Bacciarelli, Portret Konstancji i Stanisława Poniatowskich – rodziców króla Stanisława Augusta Poniatowskiego, 1768-1771, 2. Władysław Czachórski, Dama przy oknie, ok. 1875, 3. Wojciech Gerson, Zjawa Barbary Radziwiłłówny, 1886, 4. Jan Matejko, Założenie Akademii Lubrańskiego w Poznaniu, 1886, 5. Władysław Podkowiński, Mokra wieś, 1892; W agreście, 1891, 6. Stanisław Wyspiański, Madonna z Dzieciątkiem, 1876, 7. Olga Boznańska, Portret dwojga dzieci na schodach, 1898, 8. Jacek Malczewski, Błędne koło, 1897; Autoportret w jakuckiej czapce, 1907; Śmierć na etapie, 1891; W tumanie, 1894; Zatruta studnia I, 1906; 9. Leon Wyczółkowski, Krajobraz tatrzański z jeziorem, 1909, |

## Galeria
Wybrane obrazy malarstwa polskiego i obcego:

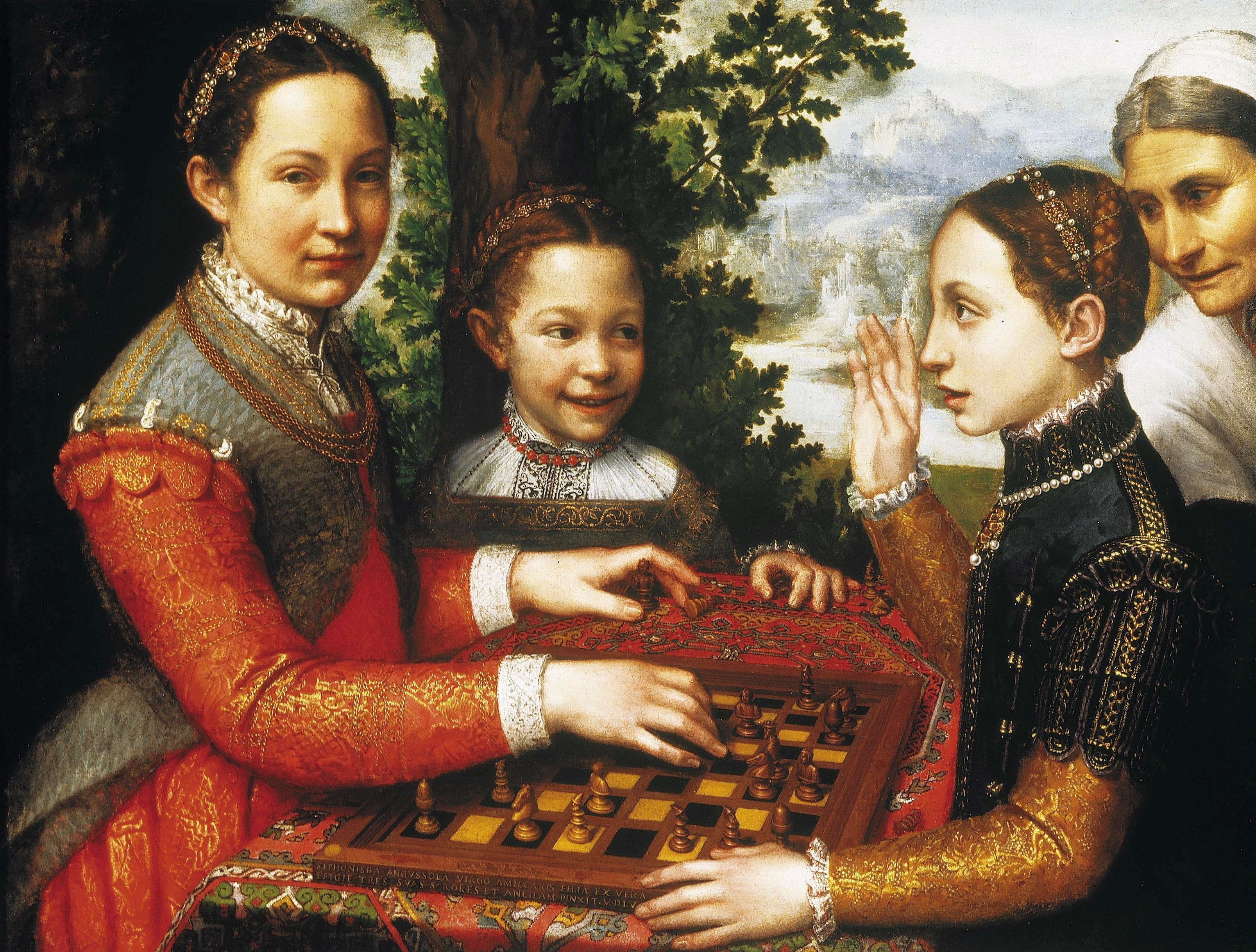
Gra w szachy, Sofonisba Anguissola
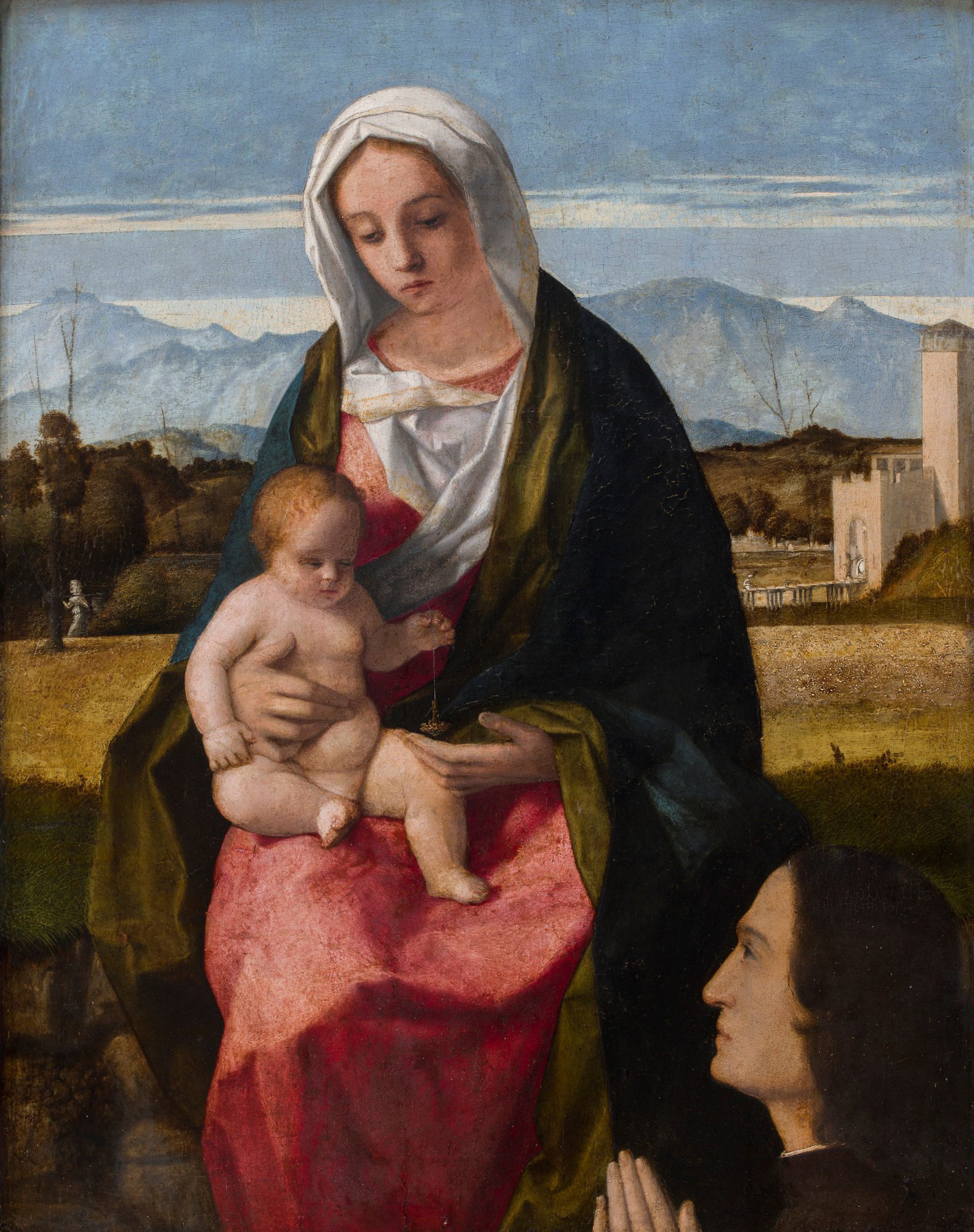
Madonna z Dzieciątkiem, Giovanni Bellini
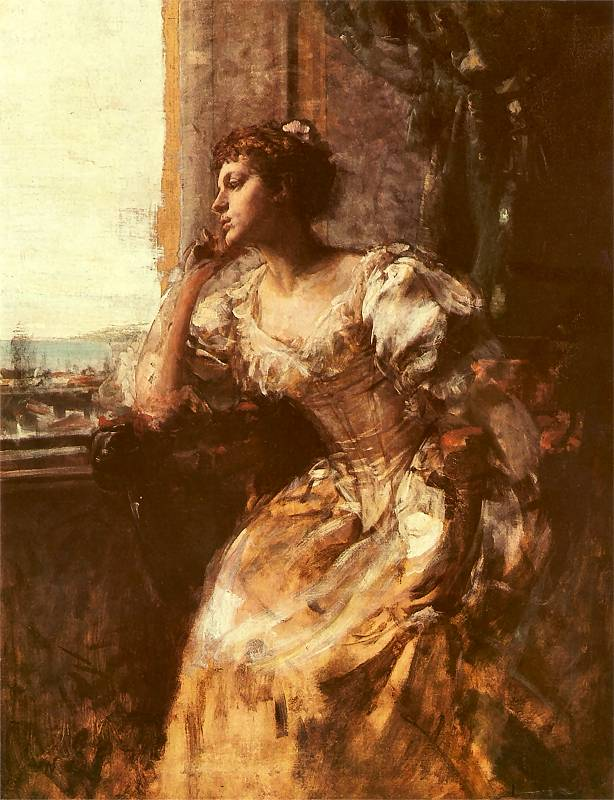
Dama przy oknie, Władysław Czachórski
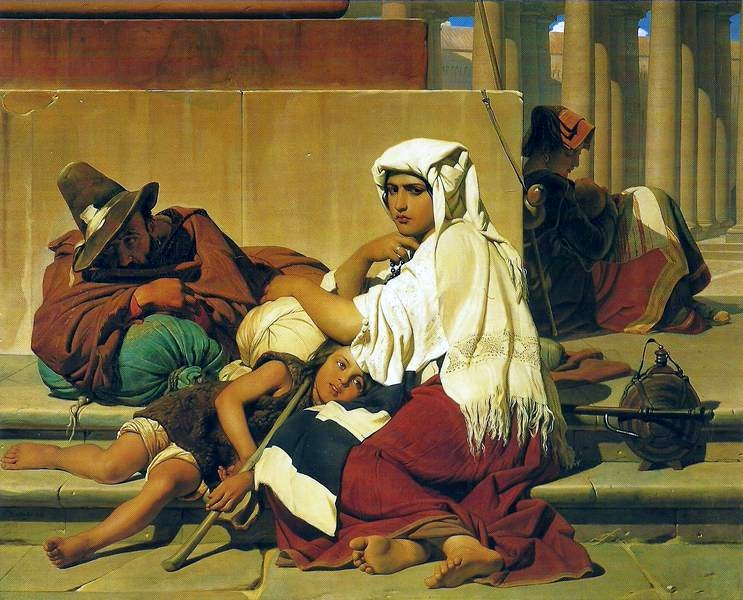
Pielgrzymi w Rzymie, Paul Delaroche
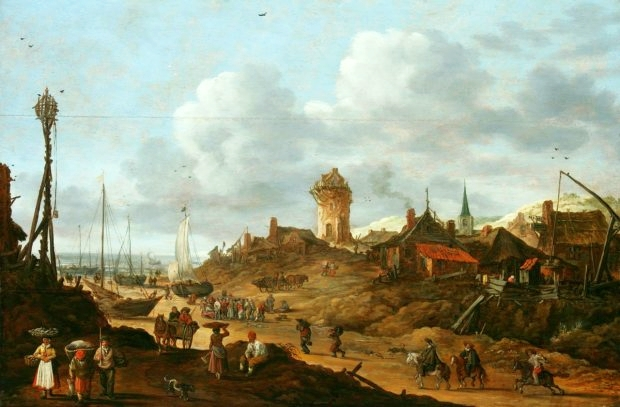
Port rybacki, Jan van Goyen
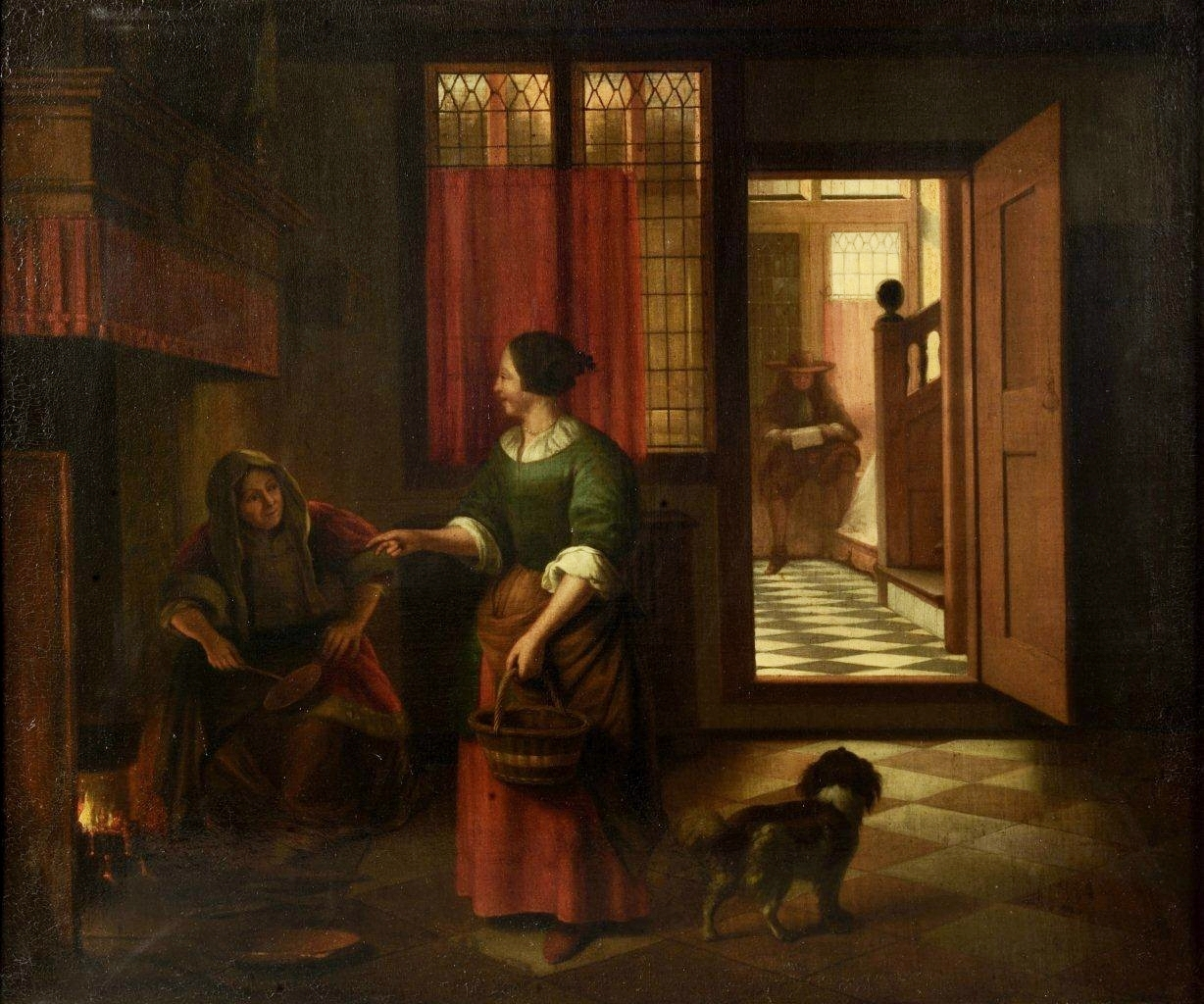
Wnętrze domu, Pieter de Hooch
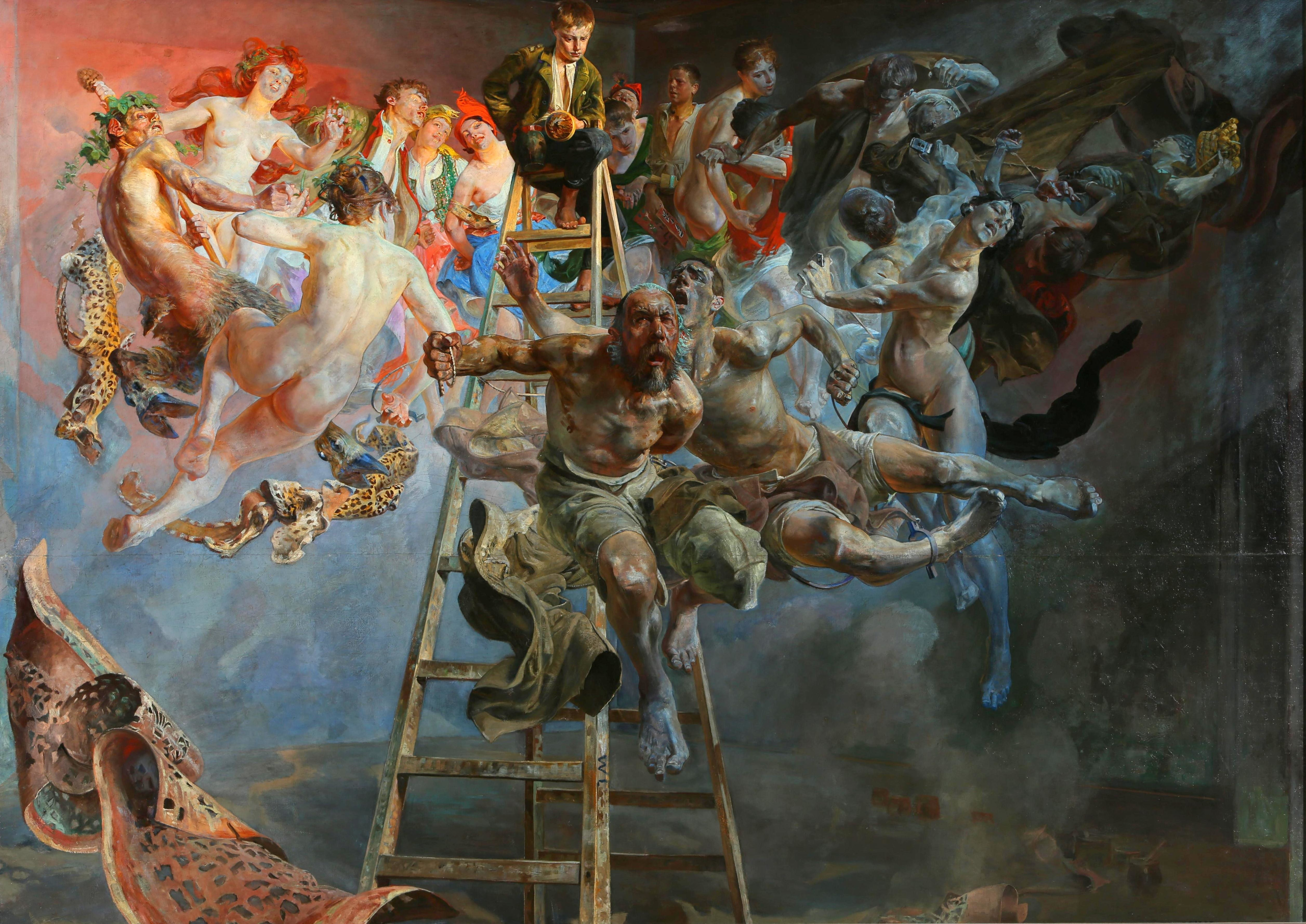
Błędne koło, Jacek Malczewski
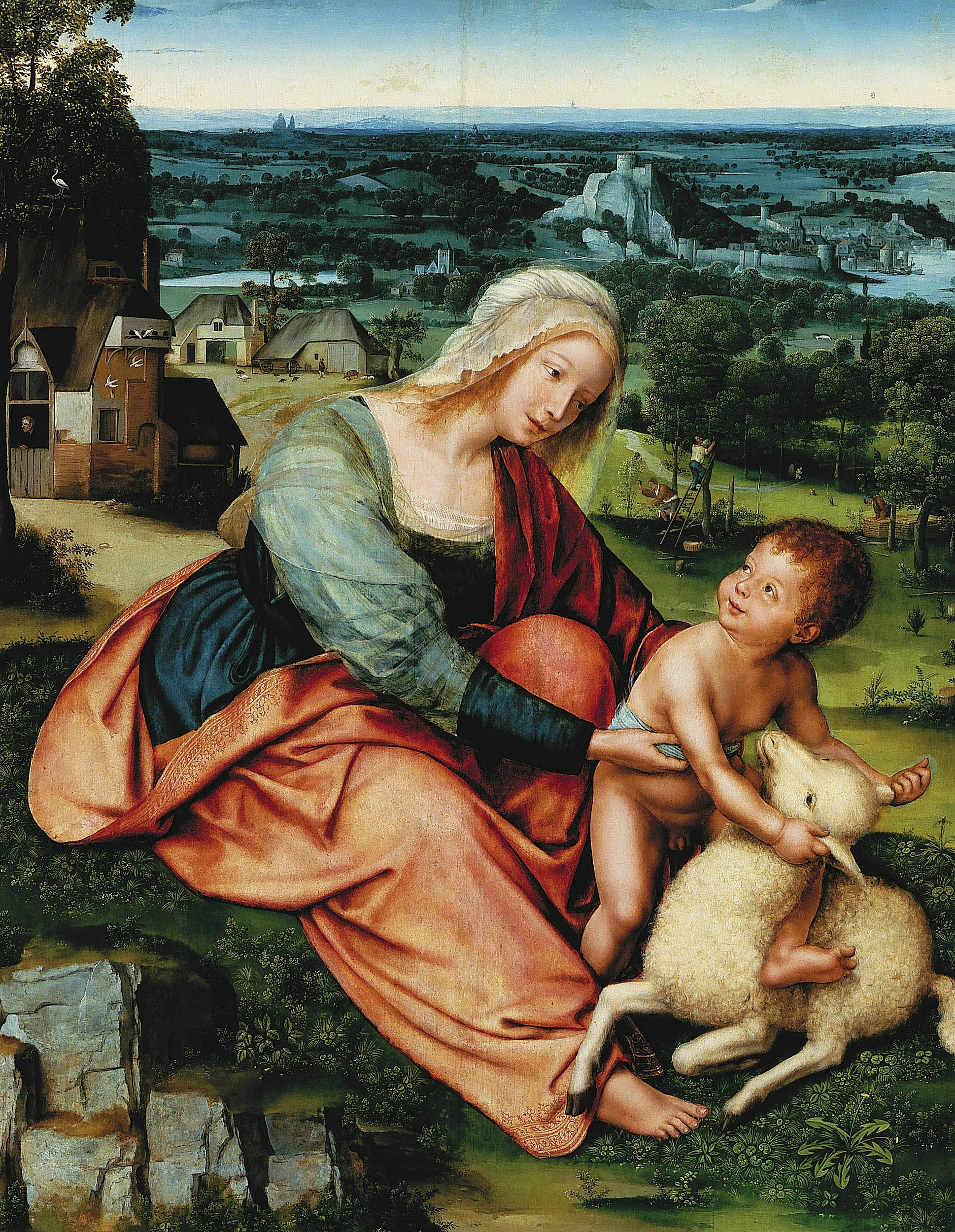
Madonna z dzieciątkiem i barankiem, Quentin Massys
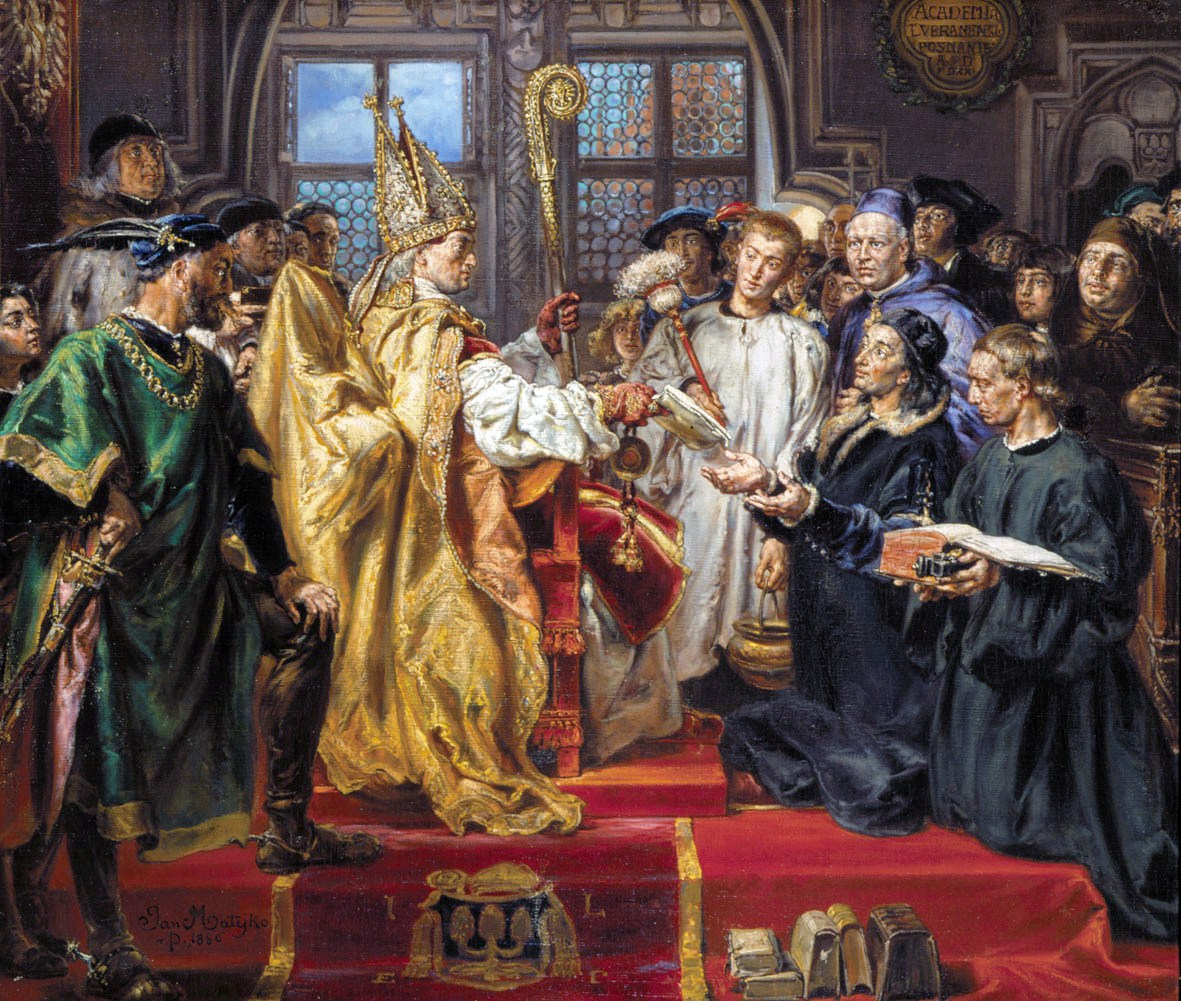
Założenie Akademii Lubrańskiego w Poznaniu, Jan Matejko
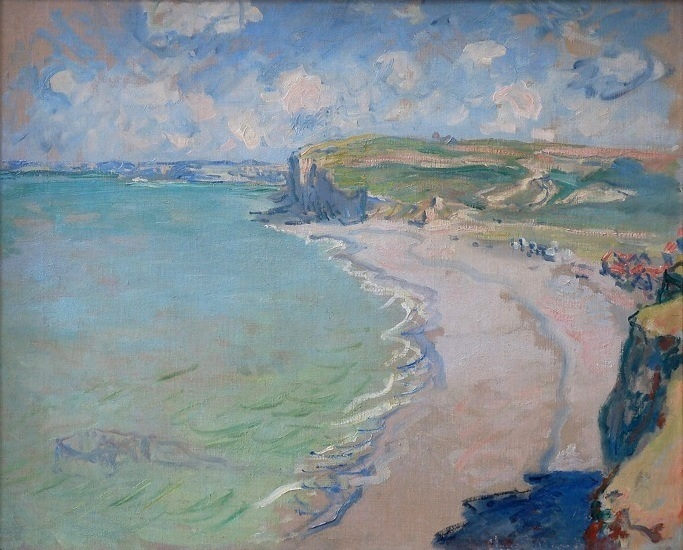
Plaża w Pourville, Claude Monet
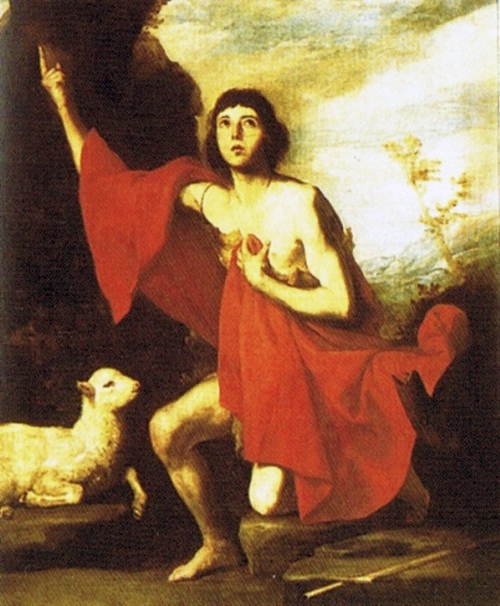
Św. Jan Chrzciciel (I poł. XVII w.), Jusepe de Ribera
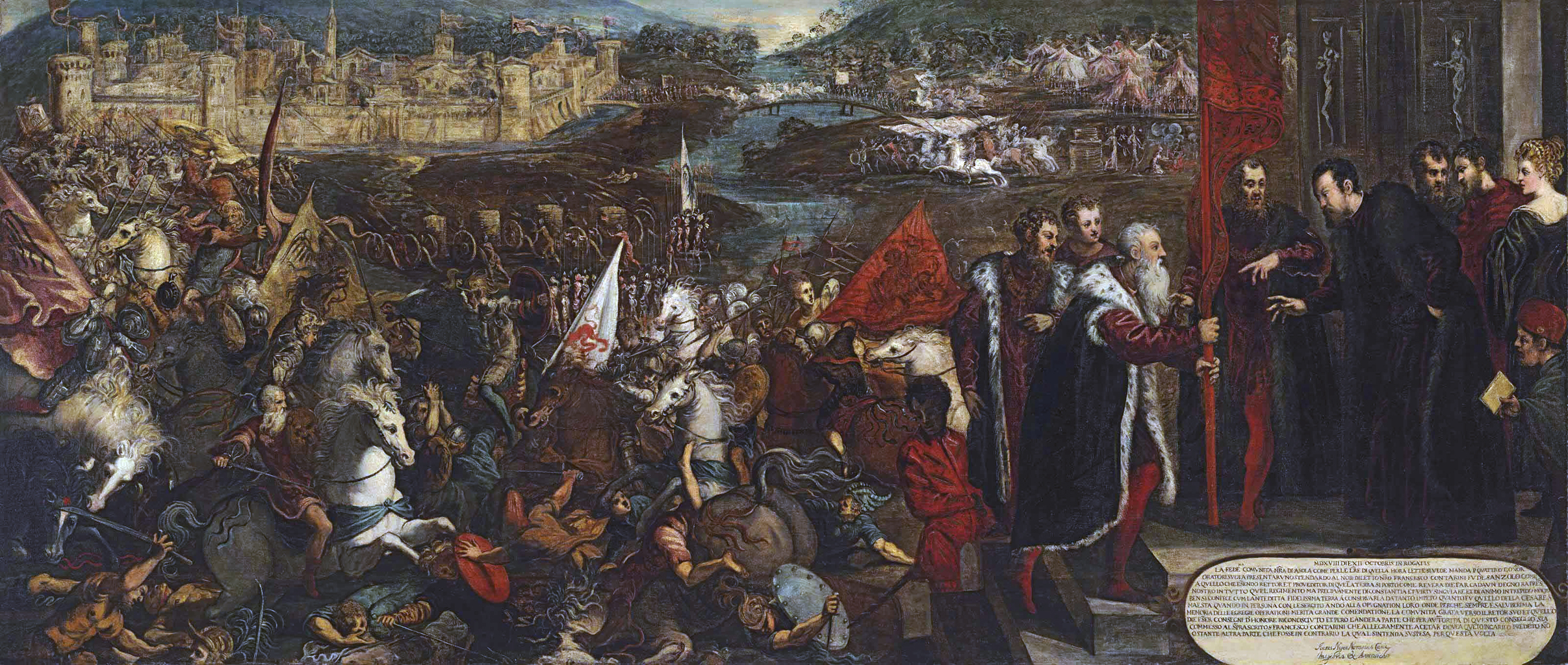
Bitwa pod Asolą, Jacopo Tintoretto
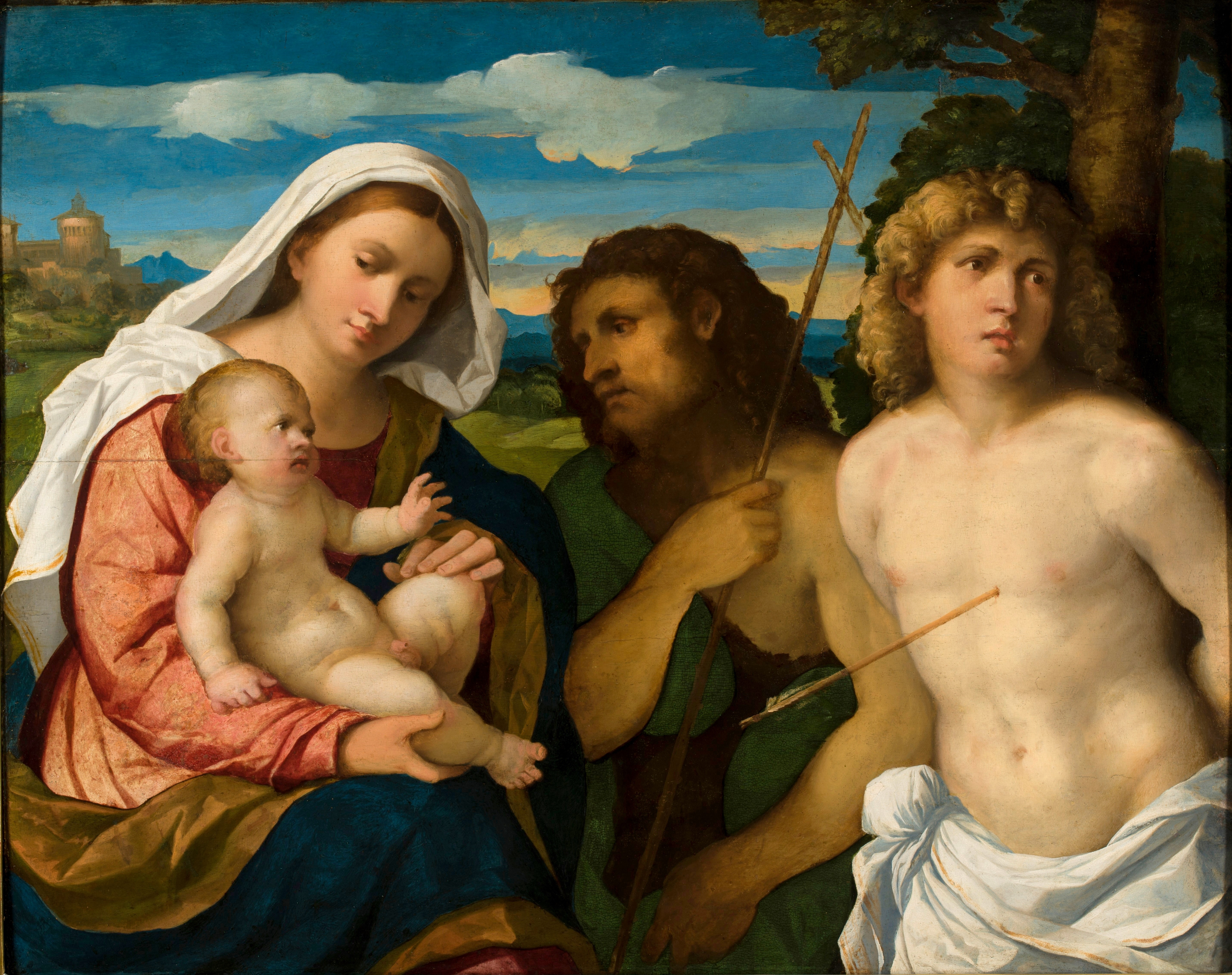
Sacra Conversazione, Palma il Vecchio
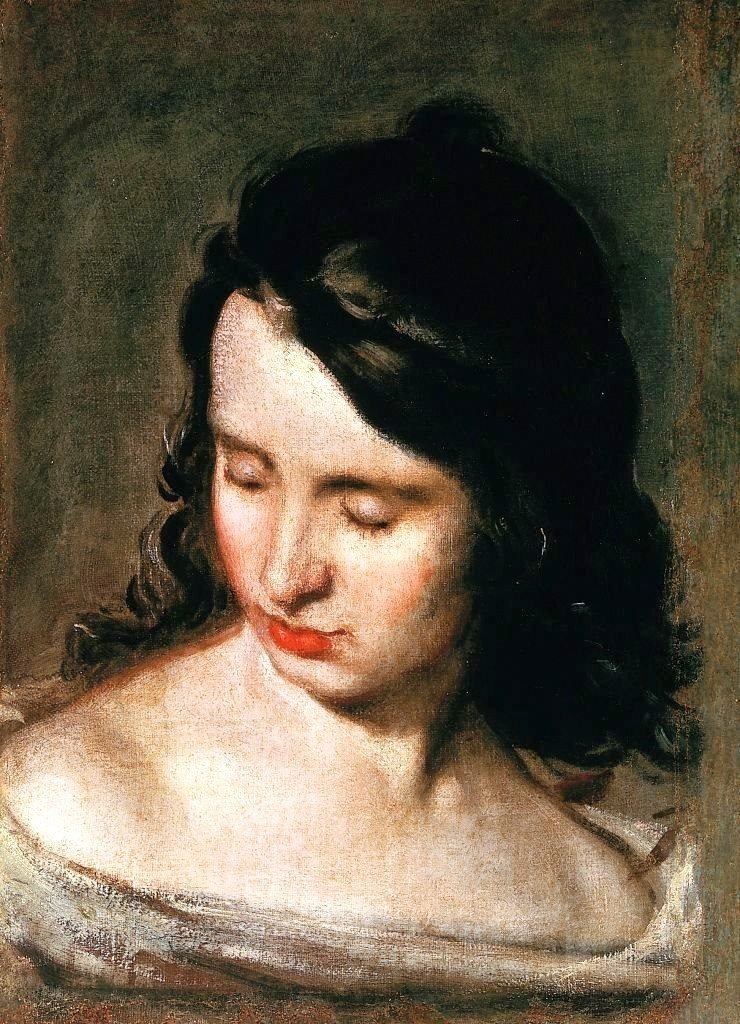
Niewidoma, Diego Velázquez
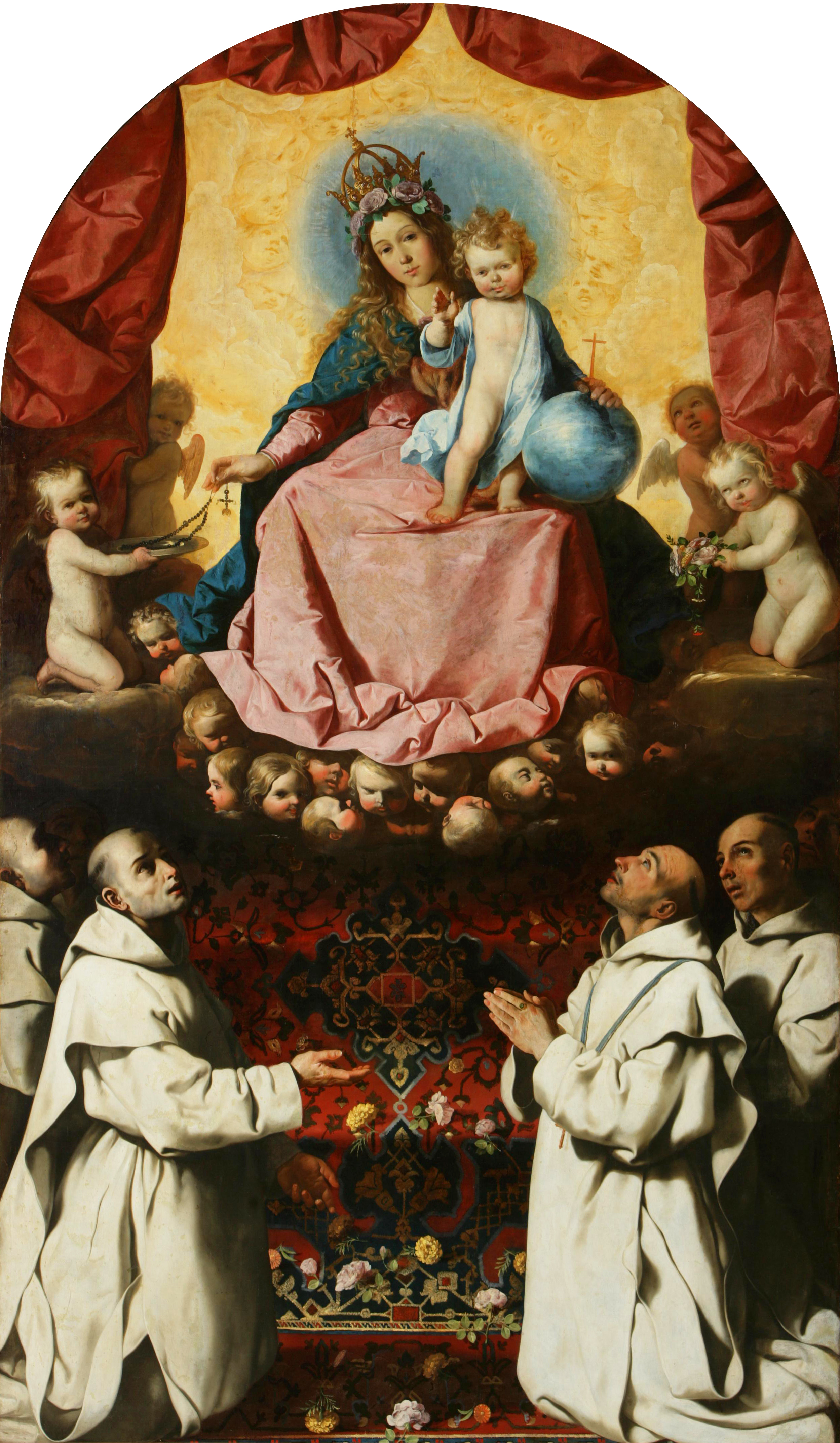
Madonna Różańcowa adorowana przez kartuzów, Francisco de Zurbarán

## Struktura organizacyjna Muzeum
W skład struktury organizacyjnej wchodzą następujące galerie i gabinety, działy i biura oraz pracownie:
| A. Galerie i gabinety: 1. Galeria Sztuki Polskiej od XVI do XVIII w., 2. Galeria Sztuki Polskiej od XVIII w. do 1945 roku, 3. Galeria Sztuki Starożytnej, 4. Galeria Sztuki Średniowiecznej, 5. Galeria Sztuki Współczesnej, 6. Galeria Sztuki Europejskiej, 7. Gabinet numizmatyczny, 8. Gabinet Rycin i Rysunków, 9. Galeria Plakatu i Projektowania Graficznego. | B. Działy i Biura: 1. Archiwum, 2. Biblioteka, 3. Dział Głównego Inwentaryzatora, 4. Dział Głównego Konserwatora, 5. Dział Głównego Magazyniera, 6. Dział Edukacji Muzealnej, 7. Dział Wydawnictw, 8. Dział Administracji, Eksploatacji, Bieżących Inwestycji i Remontów, 9. Dział Handlowy, 10. Dział Księgowości, 11. Dział Zamówień Publicznych, 12. Dzieł Ekonomiczny, 13. Dział Kadr i Płac, 14. Dział Organizacji, 15. Dział Koordynacji i Realizacji Projektów Muzealnych, 16. Biuro Strategii i Marketingu, 17. Biuro Promocji i Komunikacji. | C. Pracownie: 1. Pracownia Konserwacji Malarstwa i Drewnianej Rzeźby Polichromowanej, 2. Pracownia Konserwacji Ram i Pozłotnictwa, 3. Pracownia Konserwacji Papieru i Skóry, 4. Pracownia Konserwacji Tkanin, 5. Pracownia Konserwacji Sztuki Użytkowej, 6. Pracownia Konserwacji Zabytków Etnograficznych, 7. Pracownia Konserwacji Instrumentów Muzycznych, 8. Pracownia Konserwacji Mebli, 9. Pracownia Profilaktyki Muzealnej, 10. Pracownia Badań Technologiczno-Konserwatorskich. |